# Regeringen Löfven II
Regeringen Löfven II var Sveriges regering mellan den 21 januari 2019, då den efterträdde regeringen Löfven I, och den 9 juli 2021, då den efterträddes av Regeringen Löfven III.
Regeringen var en koalitionsregering och minoritetsregering bestående av Socialdemokraterna och Miljöpartiet, där Socialdemokraterna innehade 18 (sedan 17) statsrådsposter och Miljöpartiet 5. Regeringschef var Socialdemokraternas partiledare Stefan Löfven. Den 21 juni 2021 förlorade Stefan Löfven en misstroendeförklaring i Riksdagen. Omröstningen genomfördes efter ett yrkande från Sverigedemokraterna, och föranleddes av Vänsterpartiets kritik mot regeringens bostadspolitik. Den 28 juni 2021 bad statsminister Stefan Löfven talmannen att bli entledigad som statsminister, varför regeringen anses ha avgått och därmed blivit en övergångsregering.

## Bakgrund
Regeringen kunde tillträda först efter en 131 dagar lång förhandlingsperiod efter riksdagsvalet den 9 september 2018. Förhandlingarna resulterade i januariavtalet som träffades mellan Socialdemokraterna, Miljöpartiet, Centerpartiet och Liberalerna. Regeringen fick dock inledningsvis regera enligt Moderaternas och Kristdemokraternas statsbudget som antogs av riksdagen den 12 december 2018 med Sverigedemokraternas stöd.

## Tillträde
Riksdagen röstade den 18 januari 2019 ja till Stefan Löfven som ny statsminister. Den 21 januari 2019 höll Stefan Löfven sin regeringsförklaring i riksdagen, där samtliga statsråd presenterades. Regeringen, med statsministern och de nya statsråden, tillträdde efter regeringsskifteskonselj samma dag med konung Carl XVI Gustaf och talmannen Andreas Norlén på Stockholms slott.
Kungen sa bland annat vid skifteskonseljen att:
| ” | All offentlig makt utgår från folket. Medborgarnas förtroende är själva grunden för vår demokrati. De dryga fyra månader som gått sedan valet har prövat medborgarnas tålamod. Men vårt samhällssystem är byggt för att klara sådana prövningar och har nu visat att det är hållfast. | „ |

## Statsråd
* Statsminister eller departementschef
| Titel | Namn                 | Namn                 | Tillträdde           | Avgick               | Parti                | Ref                  |                      |                      |                      |
| Statsrådsberedningen                                                                                           | Statsrådsberedningen | Statsrådsberedningen | Statsrådsberedningen | Statsrådsberedningen | Statsrådsberedningen | Statsrådsberedningen | Statsrådsberedningen | Statsrådsberedningen | Statsrådsberedningen |
| --- | -------------------- | -------------------- | -------------------- | -------------------- | -------------------- | -------------------- | -------------------- | -------------------- | -------------------- |
| Statsminister                                                                                                  |                      | Stefan Löfven*       | 21 januari 2019      | 9 juli 2021          | Socialdemokraterna   | [ 11 ]               |                      |                      |                      |
| EU-minister |                      | Hans Dahlgren        | 21 januari 2019      | 9 juli 2021          | Socialdemokraterna   | [ 11 ]               |                      |                      |                      |
| Justitiedepartementet                                                                                          |                      |                      |                      |                      |                      |                      |                      |                      |                      |
| Justitie- och migrationsminister                                                                               |                      | Morgan Johansson*    | 21 januari 2019      | 9 juli 2021          | Socialdemokraterna   | [ 11 ]               |                      |                      |                      |
| Inrikesminister                                                                                                |                      | Mikael Damberg       | 21 januari 2019      | 9 juli 2021          | Socialdemokraterna   | [ 11 ]               |                      |                      |                      |
| Utrikesdepartementet                                                                                           |                      |                      |                      |                      |                      |                      |                      |                      |                      |
| Utrikesminister                                                                                                |                      | Margot Wallström*    | 21 januari 2019      | 10 september 2019    | Socialdemokraterna   |                      |                      |                      |                      |
| Utrikesminister                                                                                                |                      | Ann Linde*           | 10 september 2019    | 9 juli 2021          | Socialdemokraterna   | [ 11 ]               |                      |                      |                      |
| Minister för internationellt utvecklingssamarbete                                                              |                      | Peter Eriksson       | 21 januari 2019      | 17 december 2020     | Miljöpartiet         | [ 11 ]               |                      |                      |                      |
| Minister för internationellt utvecklingssamarbete                                                              |                      | Isabella Lövin (tf.) | 17 december 2020     | 5 februari 2021      | Miljöpartiet         | [ 13 ]               |                      |                      |                      |
| Minister för internationellt utvecklingssamarbete                                                              |                      | Per Olsson Fridh     | 5 februari 2021      | 9 juli 2021          | Miljöpartiet         | [ 14 ]               |                      |                      |                      |
| Utrikeshandelsminister och minister med ansvar för nordiska frågor                                             |                      | Ann Linde            | 21 januari 2019      | 10 september 2019    | Socialdemokraterna   |                      |                      |                      |                      |
| Utrikeshandelsminister och minister med ansvar för nordiska frågor                                             |                      | Anna Hallberg        | 10 september 2019    | 9 juli 2021          | Socialdemokraterna   | [ 11 ]               |                      |                      |                      |
| Försvarsdepartementet                                                                                          |                      |                      |                      |                      |                      |                      |                      |                      |                      |
| Försvarsminister                                                                                               |                      | Peter Hultqvist*     | 21 januari 2019      | 9 juli 2021          | Socialdemokraterna   | [ 11 ]               |                      |                      |                      |
| Socialdepartementet                                                                                            |                      |                      |                      |                      |                      |                      |                      |                      |                      |
| Socialminister                                                                                                 |                      | Lena Hallengren*     | 21 januari 2019      | 9 juli 2021          | Socialdemokraterna   | [ 11 ]               |                      |                      |                      |
| Socialförsäkringsminister                                                                                      |                      | Annika Strandhäll    | 21 januari 2019      | 1 oktober 2019       | Socialdemokraterna   | [ 11 ]               |                      |                      |                      |
| Socialförsäkringsminister                                                                                      |                      | Ardalan Shekarabi    | 1 oktober 2019       | 9 juli 2021          | Socialdemokraterna   | [ 11 ]               |                      |                      |                      |
| Finansdepartementet                                                                                            |                      |                      |                      |                      |                      |                      |                      |                      |                      |
| Finansminister                                                                                                 |                      | Magdalena Andersson* | 21 januari 2019      | 9 juli 2021          | Socialdemokraterna   | [ 11 ]               |                      |                      |                      |
| Finansmarknads- och bostadsminister, biträdande finansminister                                                 |                      | Per Bolund           | 21 januari 2019      | 5 februari 2021      | Miljöpartiet         | [ 11 ]               |                      |                      |                      |
| Finansmarknads- och biträdande finansminister                                                                  |                      | Åsa Lindhagen        | 5 februari 2021      | 9 juli 2021          | Miljöpartiet         | [ 14 ]               |                      |                      |                      |
| Civilminister                                                                                                  |                      | Ardalan Shekarabi    | 21 januari 2019      | 1 oktober 2019       | Socialdemokraterna   | [ 11 ]               |                      |                      |                      |
| Civilminister                                                                                                  |                      | Lena Micko           | 1 oktober 2019       | 9 juli 2021          | Socialdemokraterna   | [ 11 ]               |                      |                      |                      |
| Utbildningsdepartementet                                                                                       |                      |                      |                      |                      |                      |                      |                      |                      |                      |
| Utbildningsminister                                                                                            |                      | Anna Ekström*        | 21 januari 2019      | 9 juli 2021          | Socialdemokraterna   | [ 11 ]               |                      |                      |                      |
| Minister för högre utbildning och forskning                                                                    |                      | Matilda Ernkrans     | 21 januari 2019      | 9 juli 2021          | Socialdemokraterna   | [ 11 ]               |                      |                      |                      |
| Miljödepartementet                                                                                             |                      |                      |                      |                      |                      |                      |                      |                      |                      |
| Miljö- och klimatminister samt vice statsminister¹                                                             |                      | Isabella Lövin*      | 21 januari 2019      | 5 februari 2021      | Miljöpartiet         | [ 11 ]               |                      |                      |                      |
| Miljö- och klimatminister samt vice statsminister¹                                                             |                      | Per Bolund*          | 5 februari 2021      | 9 juli 2021          | Miljöpartiet         | [ 14 ]               |                      |                      |                      |
| Näringsdepartementet                                                                                           |                      |                      |                      |                      |                      |                      |                      |                      |                      |
| Näringsminister                                                                                                |                      | Ibrahim Baylan*      | 21 januari 2019      | 9 juli 2021          | Socialdemokraterna   | [ 11 ]               |                      |                      |                      |
| Landsbygdsminister                                                                                             |                      | Jennie Nilsson       | 21 januari 2019      | 30 juni 2021         | Socialdemokraterna   | [ 11 ]               |                      |                      |                      |
| Landsbygdsminister                                                                                             |                      | Ibrahim Baylan (tf.) | 30 juni 2021         | 9 juli 2021          | Socialdemokraterna   |                      |                      |                      |                      |
| Infrastrukturminister                                                                                          |                      | Tomas Eneroth        | 21 januari 2019      | 31 mars 2019         | Socialdemokraterna   | [ 15 ]               |                      |                      |                      |
| Energi- och digitaliseringsminister                                                                            |                      | Anders Ygeman        | 21 januari 2019      | 31 mars 2019         | Socialdemokraterna   | [ 15 ]               |                      |                      |                      |
| Kulturdepartementet                                                                                            |                      |                      |                      |                      |                      |                      |                      |                      |                      |
| Kultur- och demokratiminister samt minister med ansvar för idrottsfrågorna                                     |                      | Amanda Lind*         | 21 januari 2019      | 9 juli 2021          | Miljöpartiet         | [ 11 ]               |                      |                      |                      |
| Arbetsmarknadsdepartementet                                                                                    |                      |                      |                      |                      |                      |                      |                      |                      |                      |
| Arbetsmarknadsminister                                                                                         |                      | Ylva Johansson*      | 21 januari 2019      | 10 september 2019    | Socialdemokraterna   | [ 11 ]               |                      |                      |                      |
| Arbetsmarknadsminister                                                                                         |                      | Eva Nordmark*        | 10 september 2019    | 9 juli 2021          | Socialdemokraterna   |                      |                      |                      |                      |
| Jämställdhetsminister samt minister med ansvar för arbetet mot diskriminering och segregation                  |                      | Åsa Lindhagen        | 21 januari 2019      | 5 februari 2021      | Miljöpartiet         | [ 11 ]               |                      |                      |                      |
| Jämställdhetsminister, bostadsminister samt minister med ansvar för arbetet mot diskriminering och segregation |                      | Märta Stenevi        | 5 februari 2021      | 9 juli 2021          | Miljöpartiet         | [ 14 ]               |                      |                      |                      |
| Infrastrukturdepartementet                                                                                     |                      |                      |                      |                      |                      |                      |                      |                      |                      |
| Infrastrukturminister                                                                                          |                      | Tomas Eneroth*       | 1 april 2019         | 9 juli 2021          | Socialdemokraterna   | [ 15 ]               |                      |                      |                      |
| Energi- och digitaliseringsminister                                                                            |                      | Anders Ygeman        | 1 april 2019         | 9 juli 2021          | Socialdemokraterna   | [ 15 ]               |                      |                      |                      |

1) I regeringen Löfven II bar ett av Miljöpartiets språkrör den ceremoniella titeln "vice statsminister" men var aldrig utsedd till statsministerns ställföreträdare enligt Regeringsformens 10 § 6 kapitlet. Ställföreträdaren under mandatperioden var i stället det statsråds som tjänstgjort längst tid, vilket från regeringens tillträde var Margot Wallström (S). När hon lämnade regeringen övertog Morgan Johansson rollen.

## Regeringens politik

### Regeringsförklaringar

#### 2019 (januari)
Stefan Löfvens första regeringsförklaring i sin nya regering hölls den 21 januari 2019. Vanligtvis brukar dessa hållas vid Riksmötets öppnande i september, eller efter nyval i oktober, varje år. I sitt tal inledde Löfven med att varna för högerextrema rörelser i Europa och konstaterade att "I flera [europeiska] länder [har] krafter med en antidemokratisk agenda nått ända fram till regeringsmakten". Statsministern deklarerade att Sverige står upp för alla människors lika värde och framhöll sedan det nya regeringssamarbetet med Centerpartiet och Liberalerna som "historiskt". Han konstaterade sedan regeringens motstånd mot antidemokratiska krafter: "Vi väljer en annan väg." 
Löfven framhöll sedan den goda samhällsekonomin och den ökade sysselsättningsgraden: "Svensk ekonomi är stark. Budgetunderskott har vänts till överskott, sysselsättningsgraden är den högsta på över 25 år och statsskulden är på den lägsta nivån sedan 1970-talet." Statsministern fastslog att det finanspolitiska ramverket ligger fast under mandatperioden och framhöll vikten av ekonomisk beredskap inför en vikande konjunktur. Han konstaterade även att 700 miljarder ska satsas på svensk infrastruktur och att nya höghastighetståg ska byggas, samt att "klimatomställningen ska genomsyra [regeringens politik]". Statsministern redogjorde även för vikten av att värna demokratin och att demokratin i Sverige inte kan tas för given. Löfven upprepade även regeringens löfte om 10 000 nya poliser till år 2020 och aviserade skärpta straff för en rad brott, men underströk även vikten av det brottspreventiva arbetet med sociala insatser. Avslutningsvis konstaterade statsministern att "det är en ny, uppfordrande tid. Det parlamentariska samarbete som inleds idag är historiskt."

#### 2019 (september)
Stefan Löfvens andra regeringsförklaring under denna mandatperiod hölls under riksmötets öppnande den 10 september 2019. I sitt tal inledde Löfven med att lyfta fram Sverige, dess framgång, rikedom samt dess befolkning arbetsvilja med orden;
| ” | Sverige är vår plats på jorden. Generationerna före oss har byggt ett av världens rikaste och mest rättvisa länder. Vår uppgift är att rusta landet starkare för att klara omställningen till en ny tid. Vi ska lämna ett mer hållbart, tryggt och jämlikt land vidare till våra barn. Vårt land – präglat av vacker natur, öppenhet och en hårt arbetande befolkning – har enorma möjligheter. Bara tillsammans kan vi göra det mesta av den potential som finns i Sverige. | „ |
| – Statsminister Stefan Löfven i sin regeringsförklaring under Riksmötets öppnande, 10 september 2019. | |   |

Löfven fortsatte med utrikespolitik och säkerhetspolitik där Sveriges militära alliansfrihet togs upp samt att försvarsförmågan skall stärkas. Han lyfte särskilt fram det svensk-finska försvarssamarbetet, samt en satsning på cybersäkerhet som skall finnas på plats under 2020. Även EU lyftes upp, samt att Sverige skall verka för att brexit genomförs på ett ordnat sätt. Vidare lyfte han frågor om terrorism samt att straffen för detta måste stärkas, även migrationspolitiken togs upp, där Löfven anser att man skall arbeta för en långsiktigt hållbar asylpolitik, samtidigt som samarbetet kring detta inom EU måste stärkas.
Statsministern lyfte även frågan att man skall kunna leva och verka i hela landet, även på landsbygden. Näringslivspolitiken fick också utrymme, där fokus på klimatanpassning och Sveriges stora natur- och råvarutillgångar togs upp.

#### 2020 (september)
Stefan Löfvens tredje regeringsförklaring under denna mandatperiod hölls under riksmötets öppnande den 8 september 2020. Talet kretsade mycket runt den då pågående Coronaviruspandemin.

### Utrikespolitik
I utrikesdeklarationen 2019 fastslog utrikesminister Margot Wallström att regeringen fortsatt ska bedriva en "feministisk utrikespolitik". Wallström manade även i deklarationen till en ”offensiv för demokrati och mänskliga rättigheter” där särskild politisk kraft ska läggas på Europa.
Regeringen avvaktade till en början med om huruvida den kommer ratificera FN:s deklaration för kärnvapenförbud. Den 12 juli 2019 uppgav regeringen att de inte hade för avsikt att skriva under konventionen, med hänvisning till enligt regeringen otydliga formuleringar i konventionens skrifter. Wallström uppgav samma dag att regeringen fortsatt ska vara ”en stark röst för en kärnvapenfri värld”.
Under sommaren 2019 skedde ett uppmärksammat brottsfall i Stockholm där den amerikanska rapparen ASAP Rocky och två i hans följe åtalades för misshandel mot två unga män. Rapparen var i Sverige i samband med en spelning. Fallet väckte internationell uppmärksamhet i medierna och resulterade i att den amerikanska presidenten Donald Trump ringde upp statsminister Stefan Löfven för ett samtal om rapparens häktningstid. Löfven meddelade presidenten att regeringen inte hade möjlighet att ingripa i fallet vilket väckte ilska hos Trump.
Regeringen meddelade under 2019 att de avsåg att hämta hem barn till så kallade IS-krigare som begett sig utomlands med familj för att strida för Islamiska staten. I december samma år visade det sig dock att ett flertal barn hade gömts av sina släktingar i utlandet, vilket gjorde det svårt för svenska myndigheter att hitta dem.

#### Bistånd
Likt den föregående regeringen, Regeringen Löfven I, gjorde regeringen 2019 avräkningar på biståndet, trots att regeringen kommit överens om att följa de nya reglerna för avräkning för flyktingmottagning som beslutats i OECD-ländernas biståndskommitté DAC. Sverige har fått kritik från både DAC och Riksrevisionen för att inte ha följt de internationella reglerna. Biståndsorganisationernas paraplyorganisation Concord kritiserade åter avräkningarna.
Regeringen tog i samråd med Sida och Folke Bernadotte Akademien fram ett nytt underlag för Sveriges internationella utvecklingssamarbete med Palestina år 2020–2024.

### Klimat- och miljöpolitik
I vårbudgeten för 2019 presenterade regeringen satsningar på två miljarder kronor på klimat- och miljöåtgärder. Samma år genomfördes en höjning av kemikalieskatten samtidigt som flygskatten återinfördes. I juni 2019 aviserade ministern Per Bolund en ny skatt på plastbärkassar från och med årsskiftet 2019-2020. Skatten innebär en höjning på tre kronor per plastpåse, samt 30 öre för mindre plastpåsar. Syftet är att minska svenskarnas plastförbrukning. Regeringen lovade i en debattartikel publicerad år 2019 skärpta krav för återvinning och insamling av förpackningsavfall och tidningar vid bland annat fastighetsnära insamling. Infrastrukturminister Tomas Eneroth uttryckte år 2019 att svenskarna måste flyga mindre och gav exempel på framtida regeringsförslag om obligatorisk klimatmärkning av flygresor och reviderad flygskatt. Regeringen har  presenterade förslag år 2019 om att införa en speciell kemikalieskatt på kläder och skor. I december 2019 presenterade regeringen för första gången en klimatpolitisk handlingsplan för riksdagen som innebär att "klimatet ska integreras i alla relevanta politikområden".

### Energipolitik
Regeringen har meddelat att den avser att förenkla tillståndsprövningen för byggnad av nya elnät, detta för att öka energiförsörjningen i Sverige. Energiminister Anders Ygeman avfärdade EU-kommissionens kritik mot Sveriges reglering av elnätet och konstaterat att regeringen kommer att ta strid för att behålla regleringen.
Energiminister Anders Ygeman meddelade i en intervju i maj 2019 att regeringen inte avser att ompröva avvecklingen av Ringhals kärnkraftsreaktorer. Ygeman uttryckte under 2019 en önskan om att värna energiöverenskommelsen mellan regeringen och Moderaterna, Centerpartiet och Kristdemokraterna. Ministern beklagade Moderaternas och Kristdemokraternas avhopp från överenskommelsen i december 2019.

### Rätts- och migrationspolitik
I februari 2019 lämnade regeringen besked att de ville skärpa straffen för en rad våldsbrott, bland annat minimistraffen för grov misshandel och grovt rån. I april samma år föreslogs skärpta straff för brott mot blåljuspersonal, och i juni samma år lämnade regeringen en proposition om att skärpa straffen för välfärdsbrott. I juni lämnade regering också förslag om skärpta straff för svarta hyreskontrakt samt skärpt straff för mord där straffet livstids fängelse föreslås bli norm. Månaden efter tillsatte regeringen en utredning för att brott med hedersmotiv ska få en egen brottsrubricering med det föreslagna namnet "Lex Fadime". Regeringen har också gett brottsförebyggande rådet i uppdrag att utreda tystnadskulturen i kriminella kretsar för att underlätta bekämpning av organiserad brottslighet. Regeringen har meddelat att den kommer att presentera förslag om förkortade häktningstider. Förslaget ska syfte till att tiden i häkte ska vara så kort som möjligt, och att användningen av restriktioner ska minska för unga.
I augusti 2019 presenterade inrikesminister Mikael Damberg och socialminister Lena Hallengren en ny strategi för regeringens narkotikapolitik. Bland annat gav regeringen Polismyndigheten och Brottsförebyggande rådet i uppdrag att skärpa sitt arbete mot narkotikamissbruk, samt att kartlägga narkotikamarknaden för att öka möjligheterna för brottsförebyggande åtgärder. Dessutom tillsatte regeringen en utredning av postlagen för att se om postanställda på eget initiativ kan kontakta polis eller tull om de misstänker brott.
I samband med den uppmärksammade upptrappningen av gängkriminalitet under hösten 2019 bjöd regeringen in samtliga riksdagspartier, utom Sverigedemokraterna, till blocköverskridande samtal för rättspolitiska reformer. Förhandlingarna bröt samman i och med att Moderaterna och Kristdemokraterna lämnade samtalen. Regeringen presenterade sedermera ett paket mot gängbrottsligheten på 34 punkter.

#### Migrationspolitik
Som en del av januariavtalet lämnade också regeringen en proposition för generösare regler för familjeåterförening för alternativt skyddsbehövande, vilket innebär att denna grupp får samma rätt till familjeåterföreningar som flyktingar. Förslaget innebar också att den tillfälliga skärpta flyktinglagen som infördes förra mandatperioden förlängs i två år. Propositionen röstades igenom av en majoritet i riksdagen i juni 2019. Regeringen har också föreslagit nya uppehållstillstånd för forskare och studenter. Syftet är att locka fler högkvalificerade personer utanför EU. Enligt det nya förslaget ska dessa få stanna upp till ett år för att leta jobb i Sverige efter avslutad forskning eller studier. I led med januariavtalet tillsatte regeringen i juni 2019 en parlamentarisk kommitté för blocköverskridande förhandlingar. Samtliga riksdagspartier ingår i kommittén, och syftet är att förhandla fram en ny, gemensam migrationspolitik.

#### Undantag från lagen om eget boende (Ebo)
Som del av januariöverenskommelsen skulle kommuner få rätt att begära undantag från Ebo-lagen, där flyktingar själva väljer var de vill bo som alternativ till att bo på flyktingförläggning. Från och med sommaren 2020 fick upp till 32 kommuner rätten att peka ut särskilt utsatta områden där flyktingar inte får bosätta sig och behålla sin ersättning. Helsingborg och Landskronas kommuner deklarerade hela kommunens område som utsatt och även Malmö kommun gjorde detsamma.

### Social- och välfärdspolitik
I april 2019 meddelade regeringen tillsammans med pensionsgruppen att de vill höja grundnivån i garantipensionen med 200 kronor och höja bostadstillägget. Dessutom föreslog pensionsgruppen höjd pensionsålder från 61 år till 62, i samband med det höjs också ålderstaket i arbetsrätten. I juni 2019 meddelade regeringen att de fattar beslut om att hemkörning från Systembolaget ska bli en permanent tjänst. Den 5 juli meddelade regeringen att den tillsätter en välfärdskommission för att säkerställa den framtida finansieringen av den svenska välfärden.

#### Hälso- och sjukvårdspolitik
I juni 2019 presenterade regeringen en satsning på 9,4 miljarder på svensk sjukvård. Satsningen ska syfta till att korta vårdköer, bidra till personalsatsningar och en allmänt ökad kvalitet i den reguljära sjukvården. I augusti 2019 tillsatte regeringen en snabbutredning i syfte att införa ett digitalt, rikstäckande vaccinationsregister för alla medborgare i Sverige. Tanken med det tilltänkta obligatoriska registret är enligt regeringen att minska risken för över- och undervaccinering. Regeringen tog ett beslut som innebar att en webbplats lanserades i december 2019 där medborgare kan jämföra tandvårdspriser mellan mottagningar i Sverige. Regeringen har också öppnat för att förbjuda kommersiell spelreklam för att förbättra folkhälsan och motverka spelmissbruk.
I januariavtalet står det att en bred primärvårdsreform skulle genomföras under mandatperioden. Socialminister Lena Hallengren meddelade i december 2019 att primärvårdsreformen delas upp i två delar på grund av dess omfattning. Ministern nämnde även att bristen på allmänläkare är ett problem för målet att varje svensk ska få en fast läkarkontakt. Regeringen meddelade även samma månad att den så kallade kömiljarden från den tidigare alliansregeringen återinförs i en ny form med en större summa pengar och med nya direktiv för ersättningar till regionerna.

##### Coronavirusutbrottet 2020–2021 i Sverige
Våren 2020 ställdes regeringen inför coronavirusutbrottet i Sverige och en krisgrupp upprättades.
Regeringen föreslog ändringar i smittskyddslagen (2004:168), bland annat att den redan två veckor senare skulle få fatta beslut om åtgärder mot coronapandemin utan riksdagens godkännande. Förslaget fick kritik från oppositionen, Sveriges Kommuner och Regioner och Lagrådet. Lagrådet ansåg att det var oklart vilka åtgärder som regeringen skulle få vidta, och var även kritisk till antalet och urvalet av remissinstanser och att dessa bara fick 24 timmar på sig att svara på regeringens utkast till lagrådsremiss, vilken tillsammans med ett pressmeddelande publicerades en lördag kl 19:34. Den 7 april överlämnade regeringen propositionen till riksdagen.

#### Bostadspolitik
I januariavtalet utlovades fri hyressättning vid nybyggnation, och att det särskilda statliga investeringsstödet för nya hyresrätter återinförs i en reformerad form. Regeringen genomförde det senare i juli 2019. I mars 2019 meddelade minister Per Bolund att regeringen slopar bygglovskravet för altanbyggen den 1 juli samma år. I juli samma år beslutade regeringen att utvidga maxytan för Attefallshus med fem kvadratmeter. Regeringen tillsatte en utredning 2019 som skulle utreda konkurrensförhållanden på bostadsmarknaden i syfte att underlätta för byggandet av fler billiga bostäder.
Regeringen tillsatte i april 2020 en utredning om Fri hyressättning vid nyproduktion. Utredningen föreslog den 3 juni 2021 en lag för ändamålet. Den 17 juni 2021 hotade Vänsterpartiet regeringen med misstroendeförklaring med anledning av utredningsbetänkandet. Sverigedemokraterna lämnade då in ett yrkande om misstroende, och även Kristdemokraterna och Moderaterna sa sig sakna förtroende för regeringen. Redan i januari 2019 hade Vänsterpartiet lovat misstroendevotum om januariavtalets förslag om fri hyressättning genomförs. 
Den 17 juni inbjöd regeringen Hyresgästföreningen till samtal, vilket föreningen först välkomnade. Den 20 juni svarade januaripartierna Vänsterpartiet att om bostadsmarknadens parter når en överenskommelse för reformerad hyresmodell senast i september så lägger regeringen förslag i linje med överenskommelsen, i annat fall genomförs utredningens förslag. Hyresgästföreningen och vänsterpartiet accepterade inte erbjudandet utan beskrev samma dag svaret som ett hot, och inte som ett erbjudande om fria förhandlingar, och regeringen förlorade misstroendeförklaringen dagen därpå.

#### Glesbygdspolitik
Regeringen beslutade 2019 att låta Jordbruksverket betala ut drygt en miljard i stöd riktade till svenska bönder som drabbades av den torra och varma sommaren 2018. Regeringens reseavdragskommitté har föreslagit att reseavdraget ska avskaffas i sin nuvarande form. Det ersätts av en avståndsbaserad och färdmedelsneutral skattereduktion för längre arbetsresor. Regeringen presenterade under 2019 ett förslag om att tvinga svenska banker som har en inlåning på över 70 miljarder kronor att hantera kontanter. Förslaget syftar bland annat till att säkerställa kontanttillgången på glesbygden. En statlig utredare har föreslagit år 2019 att ungefär 80 statliga jobb flyttas till Härnösand. I budgetpropositionen för år 2020 ingick ett speciellt landsbygdspaket på 2,2 miljarder. Paketet innebär ett höjt grundavdrag för kommuninvånare i stödområde A och B, dvs. boende i norra och västra delarna av Sverige. Paketet innefattar även en satsning på 200 miljoner på väg- och järnvägsunderhåll samt 150 miljoner kronor för bredbandsutbyggnad. Budgetproposition var framförhandlad med Centerpartiet och Liberalerna.
I sitt sommartal i Björneborg 2019 meddelade statsminister Löfven att regeringen avsåg att utöka andelen pengar som omfördelas i det kommunala skatteutjämningssystemet från 9,7 till 11,5 miljarder kronor. Förslaget innebär att mer pengar omfördelas från resursstarka kommuner till kommuner med mindre resurser. Syftet med förslaget var enligt Löfven att säkerställa att glesbygdskommunernas ekonomi i takt med den åldrande lokala befolkningen. Reformen började gälla den 1 januari 2020.

#### Utbildningspolitik
I regeringens vårändringsbudget våren 2019 anslogs mer pengar för att anställa fler lärarassistenter i Sveriges skolor. Från och med den 1 juli 2019 benämns förskolechefer i Sverige med titeln rektor. Dessutom fick förskolechefer tillgång till samma fortbildningsmöjligheter som rektorer i den reguljära skolan. I juli 2019 tillsatte regeringen en utredning  i syfte att införa tydligare etiska regler och skärpta straff vid forskning på människor. Förslaget föreslås gälla från och med den 1 januari 2020. I augusti 2019 meddelade utbildningsminister Anna Ekström att regeringen kommit överens tillsammans med Liberalerna och Centerpartiet om att göra om betygskriterierna för grundskolan och gymnasiet. Enligt Ekström upplever många elever och lärare att de tidigare formuleringarna i kriterierna var för krångliga och svårbegripliga. Tanken är att de nya kriterierna ska träda i kraft hösten 2020. 2019 mottog regeringen också ett utredningsförslag om skärpt arbete mot fusk bland högskoleprovsdeltagare. Bland annat föreslog utredningen kroppsvisitation innan proven samt kontroll av radiovågor.

#### Misstroendevotumet mot statsrådet Annika Strandhäll
Den 16 maj 2019 meddelade Moderaterna att de väckte misstroende mot socialförsäkringsminister Annika Strandhäll. Anledning var att Moderaterna ansåg att Strandhäll misskött sin roll som chef över Försäkringskassan i och med att hon och regeringen avsatte generaldirektör Ann-Marie Begler våren 2018. Dessutom hävdade Moderaterna att Strandhäll ljugit under KU-förhören som hållits i kölvattnet av regeringens hanterande av direktör Begler. Talman Andreas Norlén meddelade samma dag att misstroende skulle äga rum den 28 maj. Statsminister Löfven avvisade misstroendevotumet som "desperat" och "oseriöst". Dessutom ifrågasatte statsministern varför Moderaterna inte inväntade KU:s granskning av Strandhäll som planerades att presenteras först i juni. Regeringspartierna samt Vänsterpartiet avsåg att rösta nej till misstroendevotumet.
Kort efter Moderaternas besked om misstroende anslöt sig Kristdemokraterna och Sverigedemokraterna för ett bifall för misstroendevotumet. Dagen efter anslöt sig även Liberalerna. Eftersom dessa fyra partier samlade 174 mandat i riksdagen innebar det att Centerpartiet hade möjlighet att fälla misstroendet. Dagarna efter beskedet om misstroende meddelade partiet att de ville vänta med att lämna besked om hur de skulle rösta. Den 27 maj, dagen innan misstroendeomröstningen, meddelade Centerpartiet att de skulle lägga ner rösterna och därmed rädda kvar Strandhäll. Partiet ansåg inte att det fanns tillräckligt starka skäl för ett misstroendevotum, och menade att de inte ville använda verktyget godtyckligt. Beslutet mötte hård kritik från Moderaterna och Kristdemokraterna. Misstroendevotumet mot Strandhäll slutade med 172 röster i riksdagen för bifall för misstroendet och 113 röster mot ett bifall. Strandhäll fick därmed fortsatt förtroende av riksdagen att fortsätta sitt arbete som statsråd.

### Infrastrukturpolitik
I augusti 2019 tillsatte regeringen en utredning i syfte att införa ett gemensamt biljettsystem för all kollektivtrafik i Sverige. Infrastrukturministerm har öppnat för att stänga Bromma flygplats i förtid och att bygga ytterligare en landningsbana på Arlanda.

#### Höghastighetståg
I januariavtalet står det som en punkt att nya stambanor för höghastighetståg skulle byggas mellan Sveriges tre största städer. I september 2019 meddelade samarbetspartiet Liberalerna att de ifrågasatte finansieringen av projektet, och de krävde att Moderaterna skulle ingå i en eventuell uppgörelse om projektets finansiering. Beskedet mötte kritik från regeringen och Centerpartiet. I december samma år bjöd regeringen in till nya samtal om höghastighetstågen i januari 2020 där ett nytt förslag till finansiering ska presenteras.

### Arbetsmarknadspolitik
En privatisering av delar av Arbetsförmedlingens verksamhet utlovades i januariavtalet. Ett nytt system baserat på LOV (Lag om valfrihetssystem) skulle utvecklas där fristående aktörer matchar och rustar arbetssökande för lediga jobb. Redan innan de privata aktörerna var på plats påbörjades en rejäl neddragning av Arbetsförmedlingens budget, först i M:s och Kd:s höstbudget 2018 som regeringen inledningsvis regerade enligt, resulterande i nedläggning av många lokalkontor.
Vänsterpartiet meddelade den 5 december 2019 att de tänker väcka misstroendeförklaring mot arbetsmarknadsminister Eva Nordmark med hänvisning till "den kaotiska nedmonteringen av arbetsförmedlingen" som särskilt skulle drabba glesbygdskommuner, där privata aktörer inte finns. Även Moderaterna hotade med misstroendevotum för att reformen var "ogenomtänkt och illa genomförd", liksom Kristdemokraterna och Sverigedemokraterna. Följaktligen backade de fyra januaripartierna i december 2019 och enades om att arbetsförmedlingen åter ska öppna lokalkontor i hela landet, att inte LOV ska användas och att reformen senareläggs.

### Kultur- och demokratipolitik
2019 beslutade regering om sänkt digitalmoms från 25 procent till 6 procent. Förslaget innebär att digitala tidningar, magasin och böcker kommer lyda under samma momssats som de tryckta tidningarna och böckerna har gjort. Samma år la regeringen även fram en proposition med övergripande villkor för public services arbete under sändningsperioden 2020–2025. Förslaget innebär bland annat att SVT och SR som uttalat krav i sin lokala nyhetsbevakning ska ta större hänsyn till de kommersiella mediernas förutsättningar. Propositionen mötte kritik av företrädare från bland annat SVT. Fri entré till statliga museer återinfördes våren 2019. En av regeringen tillsatt utredning har föreslagit att demokrativillkoren ska skärpas för föreningar som vill ta del av statliga bidrag. Bland annat ska föreningar eller deras företrädare inte kunna utöva våld eller kränkningar inom ramen för organisationens verksamhet om de vill ha statliga bidrag.

### Försvarspolitik
Den 10 juni 2019 meddelade de borgerliga partierna Moderaterna, Kristdemokraterna och regeringens samarbetspartier Centerpartiet och Liberalerna att de lämnar den blocköverskridande försvarsberedningen. Beredningen hade tillsatts av regeringen Löfven I i syfte att nå blocköverskridande politisk enighet i försvarsfrågan. Samtliga riksdagspartier ingick i beredningen. Orsaken till sprickan var att de borgerliga partierna och regeringen inte kunde uppnå en enighet kring finansiering av beredningens förslagssumma. Beredningen föreslog en satsning på minst 84 miljarder kronor, eller 1,5% av BNP, på försvaret till år 2025. Regeringspartierna ville inte binda sig till en finansiering av det beloppet med hänvisning till den finanspolitiska utvecklingen. Regeringen menade att de skattesänkningar som Moderaterna och Kristdemokraterna genomdrev i sin budget för 2019 i kombination med försvarsberedningens finansiering skulle innebära ett krympt framtida reformutrymme för andra samhällsområden. Försvarsminister Peter Hultqvist uttalade att regeringen avsåg att uppdra åt Försvarsmakten och FMV att redovisa en ekonomisk konsekvensanalys med anledning av Försvarsberedningens förslag "innan slutlig ställning tas till den ekonomiska ramen för totalförsvarets utveckling efter [år] 2021". De borgerliga partierna kritiserade regeringens beslut att inte binda sig vid kostnaderna, och menade att regeringen givit otydliga besked i frågan. Regeringen har sedermera öppnat för höjda anslag till försvaret i linje med försvarsberedningens förslag. Regeringen kom i september 2019 överens med Centerpartiet och Liberalerna om en finansiering i linje med Försvarsberedningens förslag, där en ökad beskattning av finanssektorn med 5 miljarder finansierade en första satsning på försvaret.

## Vallöften
50% av vallöftena i Socialdemokraternas valmanifest bedöms ha genomförts under januari 2019 till mars 2022, och 37% av Miljöpartiets vallöften, enligt en masteruppsats från mars 2022.
Följande lista ger exempel på vallöften från de båda partierna. Delvis uppfyllt innebär att regeringen har lagt åtminstone en proposition inom området. 
| Parti | Löfte | Resultat |
| ----- | --- | -------- |
| (S)   | 14 000 fler vårdanstälda till 2022                                                                                    |          |
| (S)   | 250 miljoner extra till ambulanssjukvården 2019                                                                       |          |
| (S)   | 500 miljoner extra till ambulanssjukvården från 2020                                                                  |          |
| (S)   | 3 miljarder för att minska vårdköerna                                                                                 |          |
| (S)   | 100 000 utbildningsplatser inom kunskapslyftet                                                                        |          |
| (S)   | 20 miljarder till 10 000-tals nyanställningar inom välfärden                                                          |          |
| (S)   | Under kommande decennier investera 700 miljarder i infrastruktur                                                      |          |
| (S)   | 95% av alla hushåll ska senast 2020 ha bredband om minst 100 Mbit/s                                                   |          |
| (S)   | Alla ska ha tillgång till stabila mobila tjänster av god kvalitet där de normalt befinner sig senast 2023             |          |
| (S)   | Skapa statliga servicekontor i hela landet                                                                            |          |
| (S)   | 100 % förnyelsebar elproduktion 2040                                                                                  |          |
| (S)   | Motverka onödig plastanvändning                                                                                       |          |
| (S)   | Införa en extra familjevecka med betald ledighet (familjedagspenning) för varje förälder till barn mellan 4 och 16 år | Delvis   |
| (S)   | Avskaffa allmän visstidsanställning                                                                                   |          |
| (S)   | Höja pensionen för de med låg lön med upp till 5000 kr per år                                                         |          |
| (S)   | Avskaffa pensionärsskatten senast 2020                                                                                |          |
| (S)   | Stopp för nya vinstdrivande skolor                                                                                    |          |
| (S)   | Fri entré till regionala museer i hela landet                                                                         |          |
| (S)   | 10 000 fler poliser till 2024                                                                                         |          |
| (MP)  | Binda ihop Sverige med tåg som går i tid                                                                              |          |
| (MP)  | Införa en skatt på importerat kött där antibiotika har överanvänts i djurhållningen                                   |          |
| (MP)  | Stoppa spridningen av plast, gifter och skadliga ämnen samt skydda fler marina områden                                | Delvis   |
| (MP)  | Reformer som sänker normalarbetstiden                                                                                 |          |
| (MP)  | En köfri barn- och ungdomspsykiatri                                                                                   |          |
| (MP)  | Permanenta uppehållstillstånd samt familjeåterförening                                                                |          |
| (MP)  | Sverige ska skriva under ILO:s konvention 169 om urfolks rättigheter                                                  |          |